# Fagiano Okayama
Fagiano Okayama(Japans: ファジアーノ岡山, Fajiāno Okayama) is een Japanse voetbalclub uit Okayama. De club werd opgericht in 1975. De thuiswedstrijden worden in het Momotaro-stadion gespeeld, dat plaats biedt aan 20.000 toeschouwers. De clubkleuren zijn zwart-rood. De club speelt sinds 2009 in de J-League 2.